# Capinha
Capinha es una freguesia portuguesa del concelho de Fundão, con 51,92 km² de superficie y  habitantes (2001). Su densidad de población es de 11,9 hab/km².